# 元油津站
元油津站（日语：／ Motoaburatsu eki */?）是位於宮崎縣日南市平野，日本國有鐵道（國鐵）的志布志線（現時：日南線）貨物支線車站（廢站）。

## 歷史
- 1913年8月18日：宮崎縣營鐵道（日语：宮崎県営鉄道）（第一代）油津站啟用[1]。為一般車站。
- 1935年7月1日：宮崎縣營鐵道飫肥線被國有化，成為油津線車站[1]。
- 1937年：

- 4月5日：車站改名為元油津站（第一代）。並開始貨物起卸業務。
- 4月19日：志布志線（當時）開設油津站（第二代）。

- 1941年（昭和16年）10月28日：油津站（第二代）至此站之間改軌距工程完成，油津線的元油津站廢止[2]。同時志布志線（貨物支線）元油津站（第二代。貨運車站）再次啟用[3][1]。
- 1960年7月25日：貨物支線廢止，此站廢止[1]。

## 相鄰車站
日本國有鐵道
日南線（貨物支線）
油津－（貨）元油津